# Carissa Springett
Caroline Emma Springett (คาร์โรไลน์ เอมมา สปริงเก็ตต์), nota anche con lo pseudonimo di Carissa Spingett (คารีสา สปริงเก็ตต์), oltre che Ploy (พลอย) (Provincia di Chonburi, 2 marzo 1998), è un'attrice e modella thailandese, di origini britanniche, meglio nota per l'interpretazione di Blair nella serie televisiva Gossip Girl: Thailand.

## Biografia
Nata il 2 marzo 1998, si è diplomata tramite l'International Education Program (IEP) alla scuola dimostrativa Piboonbumpen a Chonburi, mentre attualmente studia al College di innovazione della comunicazione sociale. È entrata nell'industria dell'intrattenimento facendo dapprima la modella, per poi partecipare nel 2015 al talent show The Face Thailand, arrivando sesta. Lo stesso anno è tra le protagoniste della serie Gossip Girl: Thailand, interpretando Beatriz "Blair" Waranon, ruolo che le è valso il premio "Stella femminile nascente" ai Daw Mekhla Awards; è stata durante la sua carriera una delle conduttrici di JOOX, un servizio di musica in streaming.

## Filmografia

### Cinema
- YouAndMeXXX, regia di Laddawan Ratanadilokchai (2017)

### Televisione
- Tawan Ban Thung – serie TV (2013)
- Luang ta mahachon – serie TV (2014)
- Gossip Girl: Thailand – serie TV (2015)
- Tayard asoon – serie TV (2016)
- Nang ai – serie TV (2016)
- Mia luang – serie TV (2017)
- Sai tarn hua jai – serie TV (2017)
- Club Friday the Series 9 - Rak krang neung tee mai teung taai – serie TV, 4 episodi (2017)
- Ngern pak phee – serie TV, 1 episodio (2018)
- Love Bipolar – miniserie TV, 4 episodi (2018)
- Bangkok Ghost Stories – serie TV (2018)
- Reu manut – serie TV (2018)
- Love at First Hate – serie TV, in produzione (2018)

## Programmi televisivi
- The Face Thailand (2015) – concorrente prima edizione[2]

## Premi e candidature
Daw Mekhla Awards
- 2016 - Stella nascente femminile per Gossip Girl Thailand[4]

Press Awards
- 2018 - Miglior VJ (femminile) per JOOX[5]